# 诺拉·阿诺尔

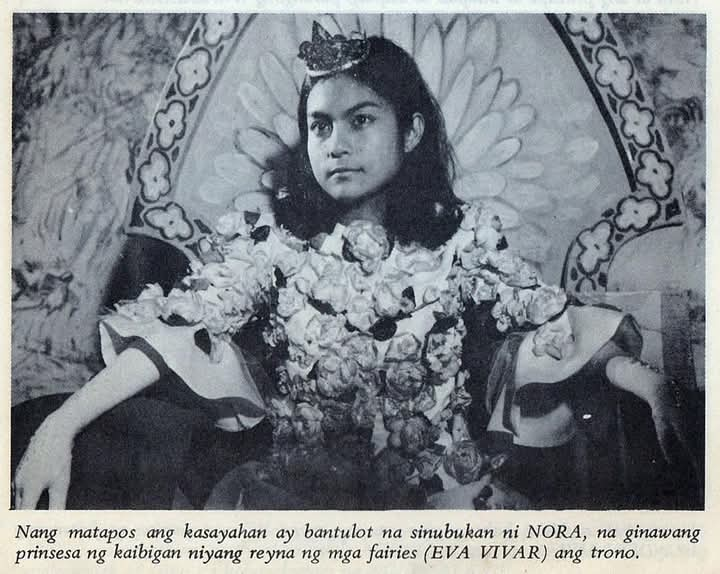
诺拉·阿诺尔

诺拉·阿诺尔（Nora Aunor，1953年5月21日—2025年4月16日），菲律宾女演员、制片人兼歌手。截至其去世時，她被认为是获奖最多的菲律宾女演员 。她是第一位也是唯一一位获得亞洲電影大獎最佳女主角的菲律宾人。
2025年4月10日起，阿诺尔住院。在接受血管成形术一天后，阿诺尔因呼吸衰竭去世。 菲律賓总统小费迪南德·马科斯宣布2025年 4月22日为她的葬礼日，并定當天为全国哀悼日。  當天還為她举行了国葬。 